# Прво ватрогасно друштво у Лесковцу
Прво ватрогасно друштво у Лесковцу основано је под називом Добровољачка пожарна дружина у Лесковцу на скупштини грађанства у сали Општинског суда 10. јула 1930. године.

## Историја
Петнаест дана након оснивања, 25. јула 1930. за шефа ватрогасаца изабран је Рудолф Холцингер. Он је био познати стручњак за ватрогаство и човек који је основао више ватрогасних чета у Србији. У Лесковац је дошао из Крушевца и ступио на нову дужност 1. августа 1930.
За гашење пожара лесковачки ватрогасци користили су ватрогасни аутомобил са великом цистерном који је купљен 1931. године за потребе овог друштва. Крсна слава лесковачких ватрогасаца била је Свети Илија. Поред тога ватрогасци су се бавили и културним и хуманитарним радом.